# Stochelo Rosenberg
 (octobre 2023).
Si vous disposez d'ouvrages ou d'articles de référence ou si vous connaissez des sites web de qualité traitant du thème abordé ici, merci de compléter l'article en donnant les références utiles à sa vérifiabilité et en les liant à la section « Notes et références ».
Pour les articles homonymes, voir Rosenberg.
Stochelo Rosenberg, né le 19 février 1968 à Helmond (Pays-Bas), est le guitariste soliste du groupe de jazz manouche Rosenberg trio.

## Biographie
Il nait le 19 février 1968 dans une famille Manouche à Helmond aux Pays-Bas.
En 1980, âgé de douze ans et déjà un jeune guitariste exceptionnel, accompagné par son cousin Nous’che Rosenberg à la guitare rythmique et Rino van Hooydonk à la guitare, il gagne le premier prix du « children’s TV-contest »... Les propositions affluent, mais la famille souhaite préserver l'enfance de Stochelo, et attendre qu'il puisse choisir sa voie en adulte.
Il joue en permanence, avec ses cousins, les frères Nous’che et Nonnie (contrebasse) dans les églises et les camps gitans en Europe (Les débuts du Rosenberg Trio). Leur réputation grandit et dépasse vite le cercle gitan.
En  1989, Nonnie n'ayant pu faire le voyage, Stochelo et Nous'che vont au Festival Django Reinhardt de Samois sur Seine, et y obtiennent de jouer  à l'improviste entre deux groupes programmés. Jon Larsen leur propose d'enregistrer « Seresta », leur premier disque qui sera un succès commercial.
En plus d’être guitariste, Stochelo se révèle être un bon compositeur, notamment avec For Séphora, Double Jeu, Valse à Rosenberg, parmi des dizaines d'autres titres.
Il joue principalement à ses débuts sur une guitare Favino offerte par son père et son oncle, avant de s’acheter une vieille Selmer, numérotée 504 (Django jouant sur la Selmer  503) et sœur jumelle de la guitare du maître.

Le maitre luthier Hans De Louter (Pays Bas) fabrique en 1992 deux exemplaires uniques d'une imitation MACCAFERRI à grande bouche, dont une pour Stochello Rosenberg, dotée d'une chambre de résonance permettant le jeu dans une grande salle sans amplification.
 

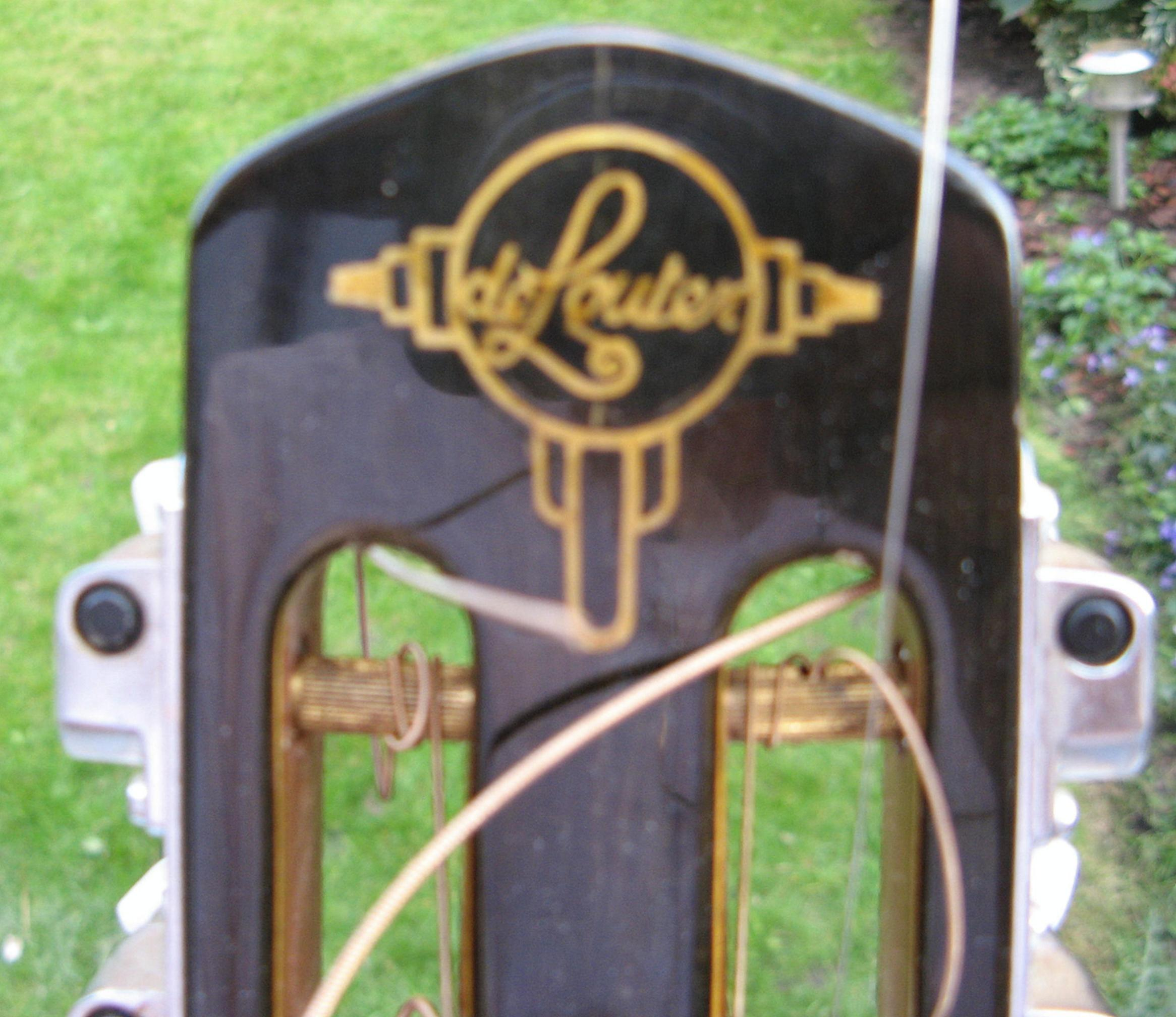

L'exemplaire signé de Stochelo Rosenberg est maintenant en France, il est détenu par Maxime Giovinazzo. 

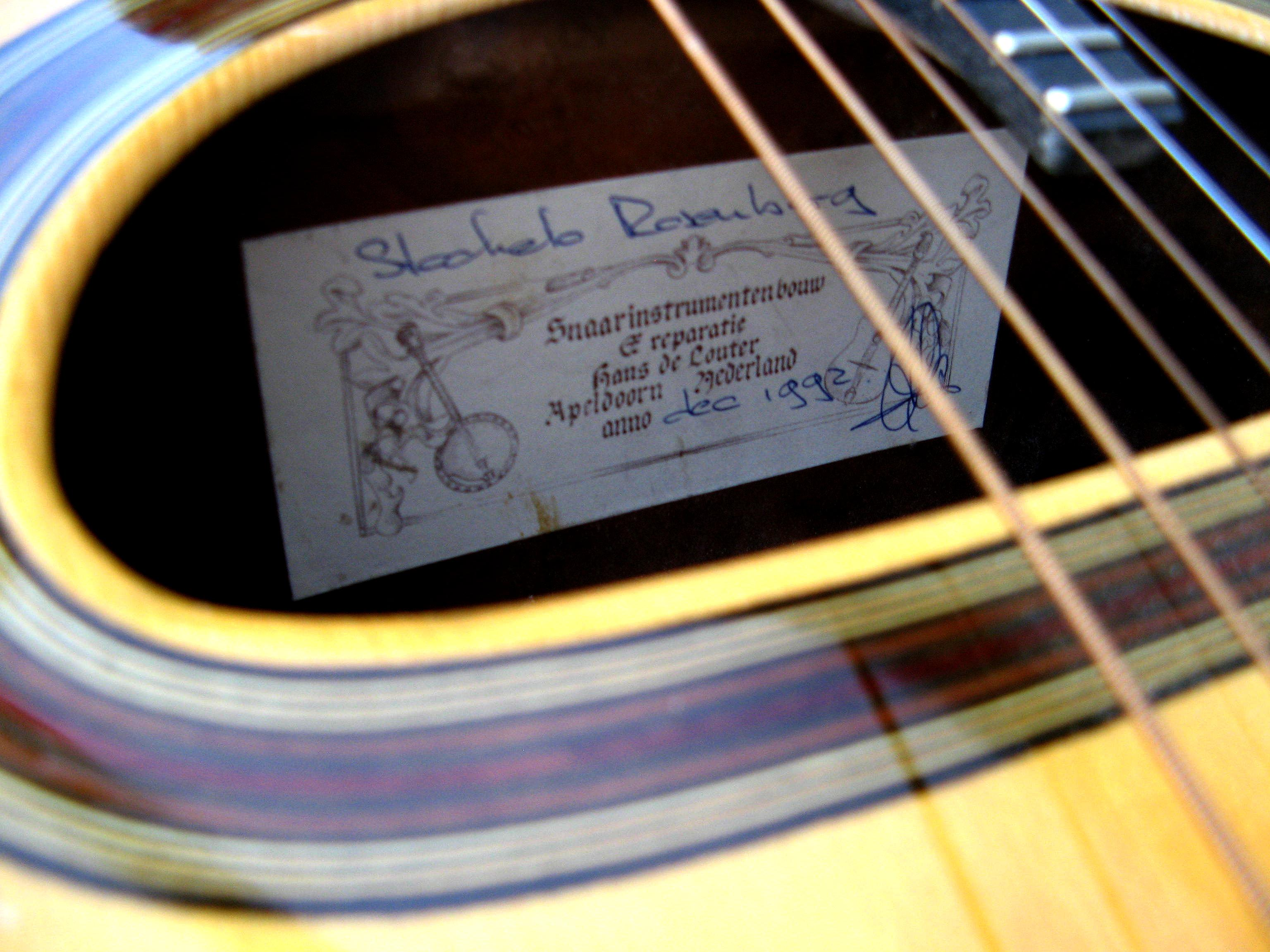

L'autre est exposé  au Guitares Purple à Scheveningen.
Avec le Rosenberg Trio, il a enregistré une quinzaine d'albums dont le dernier en 2010 en hommage à Django : Djangologists avec en invité spécial Biréli Lagrène, et le « Live at the north sea jazz festival ».
En 1992, il reçoit le « golden guitar » du magazine Guitarist.
Il rencontre Stéphane Grappelli, qui adopte les trois Rosenberg, et décide de les emmener à travers le monde pour jouer avec lui. Ils enregistreront ensemble à plusieurs occasions, et se produiront sur les plus grandes scènes, comme les festivals Umbria Jazz ou Montreal Jazz, Carnegie Hall...
En 1993 : Lui, Nous'che et Nonnie sont décorés de L'Ordre du Lion Néerlandais, la plus haute distinction Royale des Pays-Bas.
En 2000 : il joue en duo avec Romane sur l’album Elégance.
En 2002 : il participe au deuxième volet du Gypsy project de Biréli Lagrène.
En 2004 : il enregistre Double jeu en duo avec Romane. Cette année-là, il participe également au concert hommage à Django Reinhardt, à Samois sur Seine.
En 2005 : il forme le « Stochelo Rosenberg Trio » (tout en conservant le « Trio Rosenberg ») qui est composé de son jeune frère Mozes Rosenberg à la guitare solo et rythmique et de son cousin Sani Van Mullem à la contrebasse. Ils enregistrent « Ready'n Able » un album assez innovant mais où, à la différence du Rosenberg trio, tout le monde joue en solo.
En juin 2005 : sortie d'un livre biographique/méthode de guitare retraçant sa vie : « His musical career and playing style ».
Il joue sur des guitares Selmer et des guitares Léo Eimers modèle Stochelo Rosenberg, des cordes « Gallistrings silk & steel » et micros & amplis « Pêche à la Mouche ».

## Carrière musicale
La carrière de Stochelo Rosenberg commence à prendre toute sa dimension en 1980, année de la création officieuse de Rosenberg Trio. Il est aujourd'hui considéré comme l'un des plus grands guitaristes du jazz manouche et se produit en concert sur les plus prestigieuses scènes internationales, en leader du Rosenberg Trio ou en soliste invité sur d'autres projets.
Désigné dès son plus jeune âge comme le successeur de Django Reinhardt par la communauté manouche à laquelle il appartient, Stochelo fait parler une technique rare.
Stochelo ne sait ni lire ni écrire la musique, il a appris la guitare en écoutant les disques de Django, en reprenant les accords qu'il voyait ses oncles jouer lors de bœufs sur le camp manouche. Il a passé des centaines d'heures à écouter et décortiquer attentivement le phrasé, la dynamique et le timing de ce style sous l'œil avisé et critique de son oncle Waso Grunholz, sans se préoccuper d'explications théoriques.